# Église Santa Maria di Monteverginella
L'église Santa Maria di Monteverginella est une église de Naples d'origine médiévale. Elle dépend de l'archidiocèse de Naples.

## Histoire

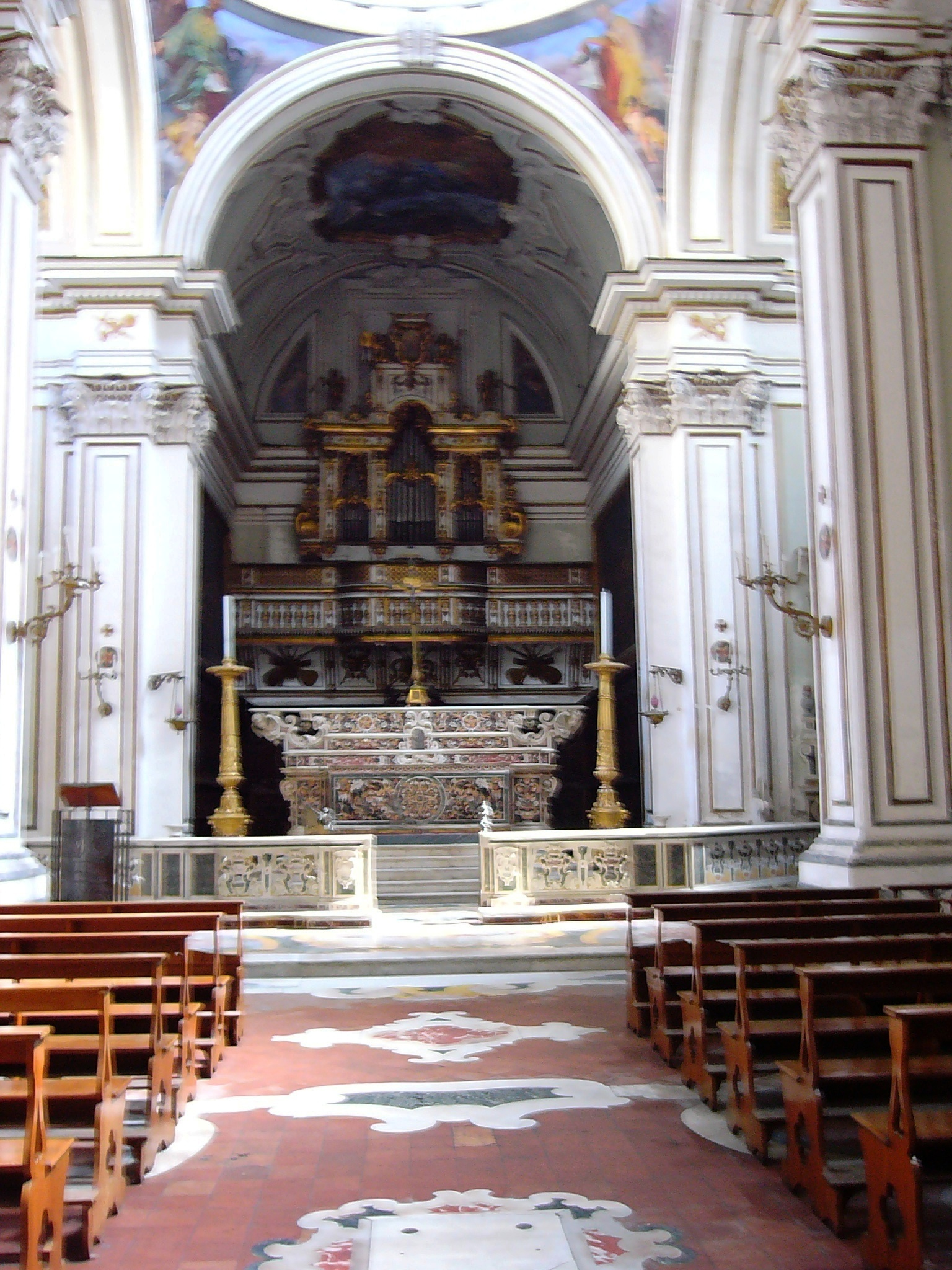
Intérieur de l'église.

L'église et son couvent annexe ont été fondés par Bartolomeo di Capua, protonotaire du roi Robert d'Anjou en 1314. Le nouvel édifice gothique incorpore l'ancien édicule consacré à Santa Maria di Alto Spirito. Il est desservi par les bénédictins. En 1588, l'ensemble est partiellement réaménagé par Vito Alfieri et entièrement refait au XVIIe siècle par Francesco Antonio Picchiatti. La décoration intérieure avec des stucs et des marbres est due à Domenico Antonio Vaccaro en 1726. En 1807, les bénédictins sont chassés par l'occupant français et remplacés plus tard par les clercs réguliers mineurs. Ceux-ci installent la dépouille de saint François Caracciolo dans la troisième chapelle de droite. Elle se trouvait auparavant à l'église Santa Maria Maggiore alla Pietrasanta. L'église est restructurée en 1843 par Gaetano Genovese qui élimine une partie de la décoration du xviiie siècle.

## Intérieur
L'intérieur s'inscrit dans une croix latine à nef unique et cinq chapelles. Le plafond présente des toiles de Vaccaro de 1728 : La Gloire de saint Benoît, Saint Benoît et Saints bénédictins. Vaccaro est également l'auteur du pavement de marbre de la nef.
Le maître-autel de marbre et de pierres dures est l'œuvre de Dionisio Lazzari en 1656. Les fresques du xviiie siècle du transept sont de Belisario Corenzio. La cinquième chapelle de gauche abrite un tableau de Luca Giordano figurant Saint Paul et saint Humbert.

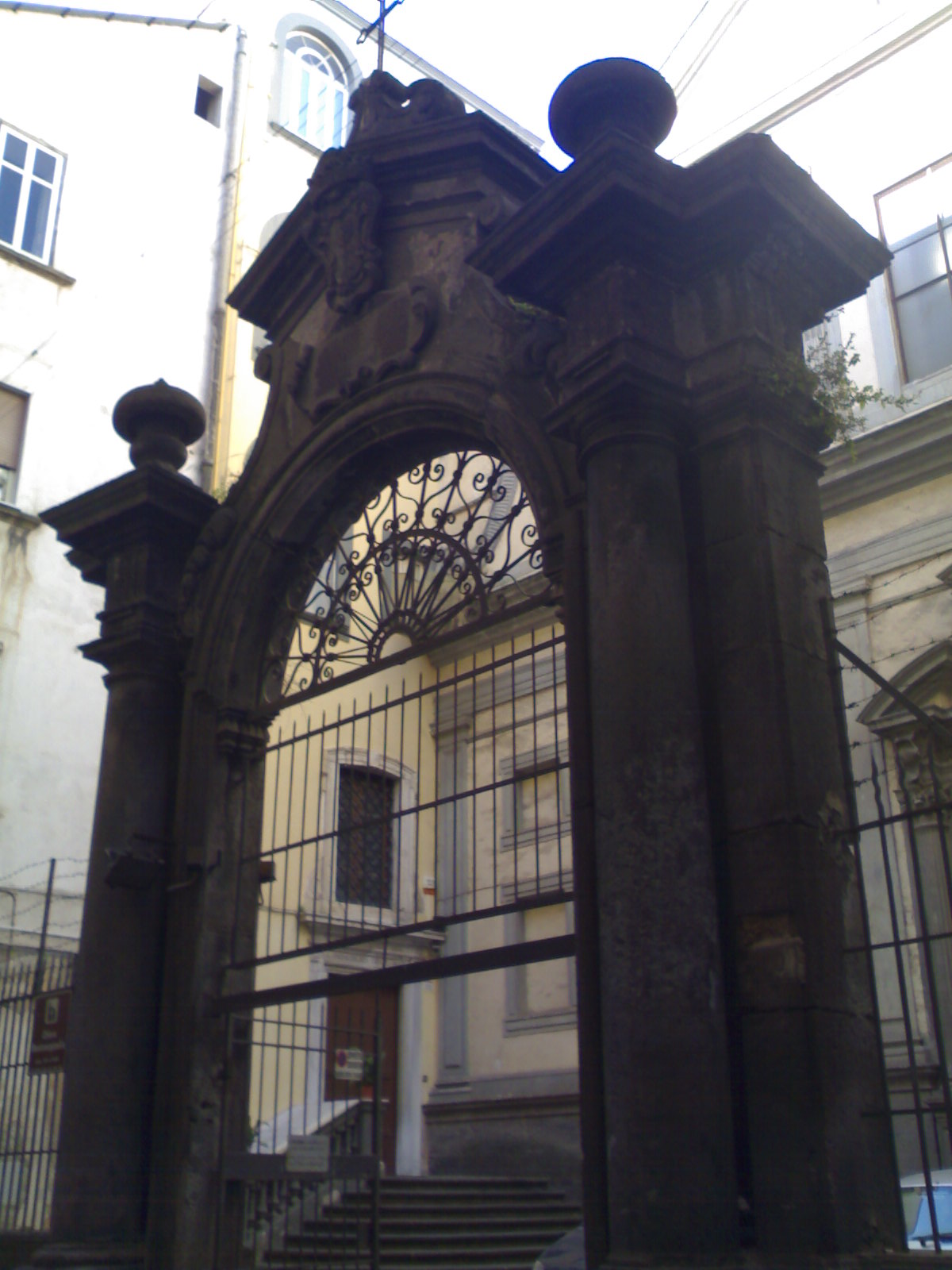
Portail extérieur de l'église.

## Cloître de Monteverginella
Le couvent annexe possède un cloître qui compte parmi les plus remarquables de Naples. Il a été remanié au xviiie siècle.

## Source de la traduction
- (it) Cet article est partiellement ou en totalité issu de l’article de Wikipédia en italien intitulé « Chiesa di Santa Maria di Monteverginella » (voir la liste des auteurs).